# Angles (Vendée)
|  | Per a altres significats, vegeu «Angle (desambiguació)». |

Angles és un municipi francès situat al departament de Vendée i a la regió de País del Loira. L'any 2007 tenia 2.095 habitants.

## Demografia

### Població
El 2007 la població de fet d'Angles era de 2.095 persones. Hi havia 946 famílies de les quals 269 eren unipersonals (86 homes vivint sols i 183 dones vivint soles), 444 parelles sense fills, 197 parelles amb fills i 36 famílies monoparentals amb fills.
La població ha evolucionat segons el següent gràfic:
Habitants censats

### Habitatges
El 2007 hi havia 1.873 habitatges, 968 eren l'habitatge principal de la família, 789 eren segones residències i 115 estaven desocupats. 1.853 eren cases i 16 eren apartaments. Dels 968 habitatges principals, 745 estaven ocupats pels seus propietaris, 214 estaven llogats i ocupats pels llogaters i 10 estaven cedits a títol gratuït; 4 tenien una cambra, 31 en tenien dues, 243 en tenien tres, 340 en tenien quatre i 350 en tenien cinc o més. 832 habitatges disposaven pel capbaix d'una plaça de pàrquing. A 489 habitatges hi havia un automòbil i a 376 n'hi havia dos o més.

### Piràmide de població
La piràmide de població per edats i sexe el 2009 era:
| Homes | Edats   | Dones |
| ----- | ------- | ----- |
| 4     | 95 o +  | 0     |
| 8     | 90 a 94 | 32    |
| 16    | 85 a 89 | 32    |
| 16    | 80 a 84 | 32    |
| 60    | 75 a 79 | 52    |
| 48    | 70 a 74 | 76    |
| 124   | 65 a 69 | 88    |
| 72    | 60 a 64 | 88    |
| 32    | 55 a 59 | 40    |
| 44    | 50 a 54 | 68    |
| 36    | 45 a 49 | 32    |
| 20    | 40 a 44 | 28    |
| 52    | 35 a 39 | 40    |
| 36    | 30 a 34 | 36    |
| 32    | 25 a 29 | 28    |
| 16    | 20 a 24 | 4     |
| 24    | 15 a 19 | 25    |
| 44    | 10 a 14 | 37    |
| 32    | 5 a 9   | 28    |
| 32    | 0 a 4   | 28    |

## Economia
El 2007 la població en edat de treballar era de 1.062 persones, 648 eren actives i 414 eren inactives. De les 648 persones actives 556 estaven ocupades (283 homes i 273 dones) i 92 estaven aturades (45 homes i 47 dones). De les 414 persones inactives 270 estaven jubilades, 52 estaven estudiant i 92 estaven classificades com a «altres inactius».

### Ingressos
El 2009 a Angles hi havia 1.091 unitats fiscals que integraven 2.336 persones, la mediana anual d'ingressos fiscals per persona era de 17.892 €.

### Activitats econòmiques
Dels 121 establiments que hi havia el 2007, 1 era d'una empresa extractiva, 3 d'empreses alimentàries, 28 d'empreses de construcció, 22 d'empreses de comerç i reparació d'automòbils, 2 d'empreses de transport, 14 d'empreses d'hostatgeria i restauració, 8 d'empreses financeres, 8 d'empreses immobiliàries, 12 d'empreses de serveis, 12 d'entitats de l'administració pública i 11 d'empreses classificades com a «altres activitats de serveis».
Dels 50 establiments de servei als particulars que hi havia el 2009, 1 era una oficina de correu, 3 oficines bancàries, 2 funeràries, 3 tallers de reparació d'automòbils i de material agrícola, 1 autoescola, 8 paletes, 7 guixaires pintors, 2 fusteries, 5 lampisteries, 1 electricista, 2 empreses de construcció, 6 perruqueries, 1 veterinari, 4 restaurants, 3 agències immobiliàries i 1 saló de bellesa.
Dels 10 establiments comercials que hi havia el 2009, 1 era una botiga de més de 120 m², 2 botiges de menys de 120 m², 3 fleques, 1 una carnisseria, 1 una peixateria i 2 floristeries.
L'any 2000 a Angles hi havia 20 explotacions agrícoles que ocupaven un total de 1.690 hectàrees.

## Equipaments sanitaris i escolars
El 2009 hi havia 1 centre de salut i 1 farmàcia.
El 2009 hi havia 2 escoles elementals.

## Poblacions més properes
El següent diagrama mostra les poblacions més properes.